# Бриттон (Південна Дакота)
Бриттон (англ. Britton) — місто (англ. city) в США, в окрузі Маршалл штату Південна Дакота. Населення — 1215 осіб (2020).

## Географія
Бриттон розташований за координатами 45°47′33″ пн. ш. 97°45′10″ зх. д. / 45.79250° пн. ш. 97.75278° зх. д. (45.792373, -97.752882).  За даними Бюро перепису населення США в 2010 році місто мало площу 1,88 км², уся площа — суходіл.

## Демографія
Згідно з переписом 2010 року, у місті мешкала 1241 особа в 574 домогосподарствах у складі 313 родин. Густота населення становила 659 осіб/км².  Було 658 помешкань (349/км²).
Расовий склад населення:
| - 97,8 % — білих - 0,7 % — корінних американців - 0,5 % — чорних або афроамериканців - 0,1 % — азіатів |

До двох чи більше рас належало 0,9 %. Частка іспаномовних становила 1,1 % від усіх жителів.
За віковим діапазоном населення розподілялося таким чином: 20,1 % — особи молодші 18 років, 52,4 % — особи у віці 18—64 років, 27,5 % — особи у віці 65 років та старші. Медіана віку мешканця становила 48,6 року. На 100 осіб жіночої статі у місті припадало 94,8 чоловіків;  на 100 жінок у віці від 18 років та старших — 92,1 чоловіків також старших 18 років.
Середній дохід на одне домашнє господарство  становив 58 992 долари США (медіана — 52 270), а середній дохід на одну сім'ю — 70 148 доларів (медіана — 58 657). Медіана доходів становила 48 750 доларів для чоловіків та 35 492 долари для жінок. За межею бідності перебувало 5,2 % осіб, у тому числі 0,0 % дітей у віці до 18 років та 5,7 % осіб у віці 65 років та старших.
Цивільне працевлаштоване населення становило 758 осіб. Основні галузі зайнятості: освіта, охорона здоров'я та соціальна допомога — 21,6 %, виробництво — 18,5 %, роздрібна торгівля — 14,0 %.